# 荒井町 (郡山市)
荒井町（あらいまち）は、福島県郡山市の大字である。郵便番号は963-0704。

## 地理
郡山市役所本庁所管の行政区である旧郡山地区に属する。東から南にかけて中田町高倉、西で緑ケ丘東、北西で蒲倉町、北で白岩町、北東で田村郡三春町斎藤とそれぞれ隣接する。概ね市町村制施行以前の田村郡荒井村の流れを汲む地域である。市内東部の丘陵地のうち、一級水系阿武隈川水系大滝根川右岸流域の一角を主な範囲とする。西側中央部の字荒井を中心に集落が位置し、周辺は水田や切り開かれた畑が広がる。東部ニュータウン造成に伴い南東部が緑ケ丘東、緑ケ丘西のそれぞれ一部として分離された。緑ケ丘東に所在する郡山警察署東部駐在所、および堂前町に所在する郡山消防署本署がそれぞれ管轄にあたる。

### 主な字
字
- 切通
- 東
- 荒井
- 川前
- 大下

## 歴史
- 1879年1月27日 -福島県内における郡区町村制の施行により、旧守山藩領荒井村が田村郡の村となる。
- 1889年4月1日 - 町村制の施行により荒井村が周辺5村と合併し田村郡中妻村が発足する。旧荒井村域は中妻村の大字となる。
- 1955年4月1日 - 中妻村が周辺5町村と合併し三春町が発足し、三春町の大字となる。
- 1955年11月1日 - 大字蒲倉と共に三春町から郡山市に分離、編入され、郡山市の大字となる。

## 世帯数と人口
2024年1月1日現在の世帯数と人口は以下の通りである。
| 大字   | 世帯数 | 人口  |
| ------ | ------ | ----- |
| 荒井町 | 41世帯 | 109人 |

## 小・中学校の学区
市立小・中学校に通う場合、学区は以下の通りとなる。
| 番地             | 小学校                   | 中学校               |
| ---------------- | ------------------------ | -------------------- |
| 仲田、川前、大下 | 郡山市立宮城小学校       | 郡山市立宮城中学校   |
| 上記を除く全域   | 郡山市立緑ケ丘第一小学校 | 郡山市立緑ケ丘中学校 |

## 交通

### 道路
- 福島県道54号須賀川三春線
- 福島県道297号斎藤下行合線
- 一級市道57号荒井白岩線（郡山東部広域農道）

## 施設等
- 郡山市上下水道局 荒井浄水場
- 花木団地
- 二荒山神社